# Holly Crawford
Holly Crawford (* 10. Februar 1984) ist eine australische Snowboarderin, die in der Disziplin Halfpipe startet.

## Werdegang
Am 17. Dezember 2002 bestritt Crawford in Whistler ihr erstes Weltcuprennen. Im September 2005 stand sie zum ersten Mal auf dem Podest. Im Februar gewann sie in Furano ihren ersten Weltcup-Contest. Bei der Snowboard-WM 2009 und 2013 wurde sie Vizeweltmeisterin in der Halfpipe.
Am 20. Januar 2011 wurde Crawford Snowboard-Weltmeisterin in der Halfpipe.
2016 wurde sie für den australischen Kader der Winter-Asienspiele 2017 aufgestellt, wo sie am 25. Februar den siebten Rang belegte.
Bei den Olympischen Winterspielen 2018 konnte sie das Finale nicht erreichen.

## Ergebnisse

### Olympische Spiele
| Datum      | Ort       | Disziplin | Platz |
| ---------- | --------- | --------- | ----- |
| 12.02.2014 | Sotschi   | Halfpipe  | 26.   |
| 18.02.2010 | Vancouver | Halfpipe  | 8.    |
| 13.02.2006 | Turin     | Halfpipe  | 18.   |

### Weltmeisterschaften
| Datum      | Ort         | Disziplin | Platz |
| ---------- | ----------- | --------- | ----- |
| 20.01.2013 | Stoneham    | Halfpipe  | 2.    |
| 20.01.2011 | La Molina   | Halfpipe  | 1.    |
| 23.01.2009 | Gangwon     | Halfpipe  | 2.    |
| 20.01.2007 | Arosa       | Halfpipe  | 21.   |
| 16.01.2003 | Kreischberg | Halfpipe  | 24.   |

### Weltcup
| Datum      | Ort          | Disziplin | Platz |
| ---------- | ------------ | --------- | ----- |
| 14.02.2013 | Sotschi      | Halfpipe  | 2.    |
| 28.08.2011 | Cardrona     | Halfpipe  | 2.    |
| 26.03.2011 | Arosa        | Halfpipe  | 2.    |
| 11.03.2011 | Bardonecchia | Halfpipe  | 1.    |
| 26.02.2011 | Calgary      | Halfpipe  | 2.    |
| 18.02.2011 | Stoneham     | Halfpipe  | 2.    |
| 20.03.2010 | La Molina    | Halfpipe  | 1.    |
| 14.03.2010 | Valmalenco   | Halfpipe  | 1.    |
| 29.01.2010 | Calgary      | Halfpipe  | 3.    |
| 21.03.2009 | Valmalenco   | Halfpipe  | 2.    |
| 18.03.2007 | Stoneham     | Halfpipe  | 2.    |
| 10.03.2007 | Lake Placid  | Halfpipe  | 3.    |
| 03.03.2007 | Calgary      | Halfpipe  | 2.    |
| 02.03.2007 | Calgary      | Halfpipe  | 3.    |
| 18.02.2007 | Furano       | Halfpipe  | 1.    |
| 03.02.2007 | Bardonecchia | Halfpipe  | 2.    |
| 14.09.2005 | Valle Nevado | Halfpipe  | 3.    |